# Kratos Defense & Security Solutions
Kratos Defense & Security Solutions, Inc. est une entreprise américaine du secteur de la défense, spécialisée dans les drones, les communications par satellite, la cyberdéfense, les missiles et les systèmes de combat et d’entraînement. Elle est installée à San Diego, en Californie. Ses clients sont le gouvernement fédéral des États-Unis, d’autres gouvernements et des agences de sécurité publiques ou privées. L’entreprise est organisée en six divisions : défense et service de soutien aux fusées, l’électronique des micro-ondes, les systèmes modulaires, la sécurité publique, la technologie et l'entraînement, et les drones.
Les employés de l’entreprise, au nombre d’environ 2 700, sont principalement ingénieurs ; beaucoup d’entre eux doivent posséder des habilitations secret défense. La quasi-totalité du travail de l’entreprise est effectuée sur des bases militaires ou dans des infrastructures sécurisées.
Certains produits de Kratos ont été conçus dans le cadre d’un programme du Pentagone pour le partenariat avec les entreprises du secteur technologique de la Silicon Valley.
Kratos Defense & Security Solutions se classait en 2023 au 88e rang mondial pour la production d'armement.

## Historique
L’entreprise est d’abord fondée sous le nom de Wireless Facilities Incorporated, avec une activité centrée sur les infrastructures de télécommunications et les réseaux. En 2004, les directeurs l’ont réorientée vers la fourniture de services au gouvernement américain, principalement au département de la Défense. Puis, jusqu’à 2009, Kratos rachète plusieurs entreprises travaillant avec l’État fédéral, notamment des petites et moyennes entreprises du secteur de la sécurité et des services. Il s’agit de :
- JMA Associates ;
- Madison Research, prestataire de services en ingénierie et technologies de l'information et de la communication ;
- Haverstick Consulting, prestataire auprès des agences gouvernementales en ingénierie, gestion de programmes, conduite du changement, externalisation des services gouvernementaux, gestion d’infrastructures, organisation d’évènements et solutions technologiques ;
- SYS Technologies, prestataire en technologies de l’information (dopplerVUE et NeuralStar) et transmission sans fil, au profit du département de la Défense et du département de la Sécurité intérieure[9] ;

En septembre 2007, l’entreprise se renomme Kratos Defense & Security Solutions afin de mieux refléter ses nouveaux objectifs.
Fin 2008, elle est organisée en quatre départements :
1. Technologies et formation : transformation opérationnelle, opérations en réseau, consulting et formation ;
2. Ingénierie de la défense : services au commandement militaire, ingénierie opérationnelle ;
3. Systèmes d'armes : services logistiques, drones cibles, missiles, recherche avancée en armement, ventes d’armes à l’étranger ;
4. Sécurité publique : systèmes de sécurité et de surveillance pour les opérateurs civils et gouvernementaux.

Le 27 juillet 2011, Kratos rachète Integral Systems, entreprise de gestion et de distribution de données d’origines spatiale et terrestre au profit des réseaux gouvernementaux. Employant 800 personnes réparties sur 14 implantations, cette entreprise apporte à Kratos ses six filiales :
- Integral Systems Europe, fabricant de stations de contrôle au sol pour satellites et téléphonie mobile[12] ;
- Lumistar, spécialiste en télémesure[13] ;
- Newpoint Technologies, fournisseur de matériel et de services de télécommunications, y compris satellitaires[14] ;
- RT Logic, fabricant de systèmes de traitement du signal pour la communication aérospatiale[15] ;
- SAT Corporation, spécialiste en communications spatiales[10],[16] ;
- CVG, prestataire de services de communication par satellite[17].

## Produits
- Laser Weapon System
- Kratos XQ-58A Valkyrie